# Roméo Dallaire

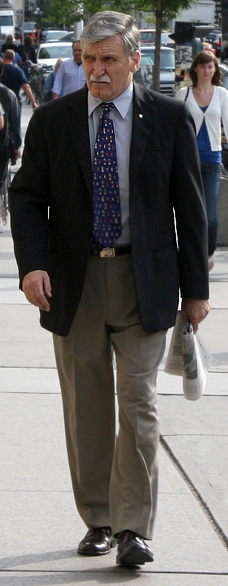
Roméo Dallaire (2007)

Generálporučík Roméo Alain Dallaire (* 25. června 1946, Denekamp, Nizozemsko) je kanadský voják, politik, humanista a spisovatel. Světově známým se stal jako velitel UNAMIR (mírové mise OSN ve Rwandě), v kteréžto funkci se marně snažil zabránit rwandské genocidě. Je autorem knihy Shake Hands with the Devil (později zfilmované), která shrnuje jeho pohled na to, co se ve Rwandě událo, a obviňuje OSN, že se svojí nečinností stala spoluviníkem na této genocidě. V roce 2005 byl zvolen senátorem.
Romeo Allain Dallaire se po návratu do Kanady pokusil o sebevraždu. Natolik jej zasáhlo to, že nedostal oprávnění zasáhnout.

## Citáty
- „Vstupujeme do éry, kdy pomáháme a bojujeme za filozofii života, ideologii, že člověk je člověk. Všichni jsme stejní.“

## Film
- Podat ruku ďáblovi (Shake Hands with the Devil: The Journey of Roméo Dallaire), historický/válečný/drama Kanada 2007, Režie: Roger Spottiswoode; Hrají: Roy Dupuis (Romeo Dallaire), Deborah Kara Unger, Jean-Hugues Anglade, Tom McCamus, Patrice Faye
- Hotel Rwanda (Hotel Rwanda), Velká Británie/USA/Itálie/JAR 2004, Režie: Terry George; Hrají: Don Cheadle (Paul Rusesabagina), Sophie Okonedo (Tatiana Rusesabagina), Nick Nolte (Colonel Oliver – postava inspirovaná Roméem Dallairem), Hakeem Kae-Kazim (George Rutaganda), Mothusi Magano (Benedict), Joaquin Phoenix (Jack Daglish), Cara Seymour (Pat Archer), Jean Reno (Mr. Tillens)